# Aéroport de Wemindji
L'aéroport de Wemindji est un aéroport situé au Québec, au Canada. Il est desservi par la compagnie Air Creebec.

## Compagnies et destinations
| Compagnies  | Destinations                                                                             |
| ----------- | ---------------------------------------------------------------------------------------- |
| Air Creebec | Chisasibi, Eastmain River, Kuujjuarapik, Montréal (P.-E.-Trudeau), Val-d'Or, Waskaganish |

Édité le 15/05/2025